# クイーンズランド州首相
クイーンズランド州首相 (Premier of Queensland) は、オーストラリア連邦クイーンズランド州の州首相である。

## 一覧
|    | 氏名                             | 就任           | 政党                                         |
| -- | -------------------------------- | -------------- | -------------------------------------------- |
| 1  | ロバート・ハーバート             | 1859年12月10日 | なし                                         |
| 2  | アーサー・マカリスター           | 1866年2月1日   | なし                                         |
| _  | ロバート・ハーバート （2期目）   | 1866年7月20日  | なし                                         |
| _  | アーサー・マカリスター （2期目） | 1866年8月7日   | なし                                         |
| 3  | ロバート・マッケンジー           | 1867年8月15日  | なし                                         |
| 4  | チャールズ・リリー               | 1868年11月25日 | なし                                         |
| 5  | アーサー・パーマー               | 1870年5月3日   | なし                                         |
| _  | アーサー・マカリスター（3期目）  | 1874年1月8日   | なし                                         |
| 6  | ジョージ・ソーン                 | 1876年6月5日   | なし                                         |
| 7  | ジョン・ダグラス                 | 1877年3月8日   | なし                                         |
| 8  | トーマス・マキルレイス           | 1879年1月22日  | 保守派                                       |
| 9  | サミュエル・グリフィス           | 1883年11月13日 | リベラル                                     |
| _  | トーマス・マキルレイス（2期目）  | 1888年6月13日  | 保守派                                       |
| 10 | ボイド・ダンロップ・モアヘッド   | 1888年11月30日 | 保守派                                       |
| _  | サミュエル・グリフィス（2期目）  | 1890年8月12日  | Ministerial                                  |
| _  | トーマス・マキルレイス（3期目）  | 1893年3月27日  | Ministerial                                  |
| 11 | ヒュー・ネルソン                 | 1893年10月27日 | Ministerial                                  |
| 12 | トーマス・ジョーゼフ・バーンズ   | 1898年4月13日  | Ministerial                                  |
| 13 | ジェームズ・ロバート・ディクソン | 1898年10月1日  | Ministerial                                  |
| 14 | アンダーソン・ドーソン           | 1899年12月1日  | オーストラリア労働党                         |
| 15 | ロバート・フィルプ               | 1899年12月7日  | Ministerial                                  |
| 16 | アーサー・モーガン               | 1903年9月17日  | リベラル                                     |
| 17 | ウィリアム・キッドソン           | 1906年1月19日  | オーストラリア労働党                         |
| _  | ロバート・フィルプ（2期目）      | 1907年11月19日 | 保守派                                       |
| _  | ウィリアム・キッドソン（2期目）  | 1908年2月18日  |                                              |
| 18 | ディグビー・デナム               | 1911年2月7日   | Ministerial                                  |
| 19 | トーマス・ジョーゼフ・ライアン   | 1915年6月1日   | オーストラリア労働党                         |
| 20 | テッド・セオドア                 | 1919年10月22日 | オーストラリア労働党                         |
| 21 | ウィリアム・ギリース             | 1925年2月26日  | オーストラリア労働党                         |
| 22 | ウィリアム・マコーマック         | 1925年10月22日 | オーストラリア労働党                         |
| 23 | アーサー・エドワード・ムーア     | 1929年5月21日  | CPNP                                         |
| 24 | ウィリアム・フォーガン・スミス   | 1932年6月17日  | オーストラリア労働党                         |
| 25 | フランク・クーパー               | 1942年9月16日  | オーストラリア労働党                         |
| 26 | ネッド・ハンロン                 | 1946年3月7日   | オーストラリア労働党                         |
| 27 | ヴィンス・ゲア                   | 1952年1月17日  | オーストラリア労働党; クイーンズランド労働党 |
| 28 | フランシス・ニックリン           | 1957年8月12日  | オーストラリア国民党                         |
| 29 | ジャック・ピジー                 | 1968年1月17日  | オーストラリア国民党                         |
| 30 | ゴードン・チョーク               | 1968年8月1日   | オーストラリア自由党                         |
| 31 | ジョー・ビェルク＝ピーターセン   | 1968年8月8日   | オーストラリア国民党                         |
| 32 | マイク・アハーン                 | 1987年12月1日  | オーストラリア国民党                         |
| 33 | ラッセル・クーパー               | 1989年9月25日  | オーストラリア国民党                         |
| 34 | ウェイン・ゴス                   | 1989年12月7日  | オーストラリア労働党                         |
| 35 | ロブ・ボービッジ                 | 1996年2月19日  | オーストラリア国民党                         |
| 36 | ピーター・ビーティー             | 1998年6月20日  | オーストラリア労働党                         |
| 37 | アンナ・ブライ                   | 2007年9月13日  | オーストラリア労働党                         |
| 38 | キャンベル・ニューマン           | 2012年3月26日  | クイーンズランド自由国民党                   |
| 39 | アナスタシア・パラシェ           | 2015年2月14日  | オーストラリア労働党                         |
| 40 | スティーブン・マイルズ           | 2023年12月15日 | オーストラリア労働党                         |
| 41 | デイビッド・クリサフリ           | 2024年10月28日 | クイーンズランド自由国民党                   |